# والدبرایتباخ
والدبرایتباخ (به آلمانی: Waldbreitbach) یک شهر در آلمان است که در نویوید واقع شده‌است. والدبرایتباخ ۲٬۰۰۶ نفر جمعیت دارد.